# Liste der Nummer-eins-Hits in Irland (1974)
Diese Liste enthält alle Nummer-eins-Hits in Irland im Jahr 1974. Es gab in diesem Jahr 24 Nummer-eins-Singles.
| Singles |
| --- |
| - Slade – Merry Xmas Everybody - 5 Wochen (20. Dezember 1973 – 9. Januar 1974) - Joe Cuddy – I'm Gonna Make It - 2 Wochen (10. Januar – 23. Januar) - New Seekers feat. Lyn Paul – You Won't Find Another Fool Like Me - 1 Woche (24. Januar – 30. Januar) - Mud – Tiger Feet - 2 Wochen (31. Januar – 13. Februar) - The Sweet – Teenage Rampage - 2 Wochen (14. Februar – 27. Februar) - Suzi Quatro – Devil Gate Drive - 1 Woche (28. Februar – 6. März) - Alvin Stardust – Jealous Mind - 2 Wochen (7. März – 20. März) - Tina Reynolds – Cross Your Heart - 2 Wochen (21. März – 3. April, insgesamt 3 Wochen) - Paper Lace – Billy, Don't Be a Hero - 1 Woche (4. April – 10. April) - Tina Reynolds – Cross Your Heart - 1 Woche (11. April – 17. April, insgesamt 3 Wochen) - Terry Jacks – Seasons in the Sun - 1 Woche (18. April – 24. April) - ABBA – Waterloo - 2 Wochen (25. April – 8. Mai) - Joe Cuddy – Any Dream Will Do - 3 Wochen (9. Mai – 29. Mai, insgesamt 5 Wochen) - Mouth & MacNeal – I See A Star - 1 Woche (30. Mai – 5. Juni, insgesamt 2 Wochen) - Joe Cuddy – Any Dream Will Do - 2 Wochen (6. Juni – 19. Juni, insgesamt 5 Wochen) - Mouth & McNeal – I See A Star - 1 Woche (20. Juni – 26. Juni, insgesamt 2 Wochen) - Gary Glitter – Always Yours - 2 Wochen (27. Juni – 10. Juli) - Big Tom – Old Love Letters - 1 Woche (11. Juli – 17. Juli) - Charles Aznavour – She - 1 Woche (18. Juli – 24. Juli) - The Times – If Ma Could See Me Now - 4 Wochen (25. Juli – 21. August) - Brendan Shine – Abbeyshrule - 3 Wochen (22. August – 11. September) - Dermot Hegarty – 19 Men - 3 Wochen (12. September – 4. Oktober) - Carl Douglas – Kung Fu Fighting - 2 Wochen (3. Oktober – 16. Oktober) - John Denver – Annie's Song - 2 Wochen (17. Oktober – 30. Oktober) - Ken Boothe – Everything I Own - 3 Wochen (31. Oktober – 20. November) - David Essex – Gonna Make You a Star - 3 Wochen (21. November – 18. Dezember) - Gary Glitter – Oh Yes! You're Beautiful - 2 Wochen (19. Dezember 1974 – 1. Januar 1975) |

Siehe auch: Nummer-eins-Hits 1974 in  Australien, Belgien, Deutschland, Finnland, Frankreich, Italien, Japan, Kanada, Neuseeland, den Niederlanden, Norwegen, Österreich, der Schweiz, Spanien, den Vereinigten Staaten und im Vereinigten Königreich.